# Възменска джамия
Възменската джамия (на гръцки: Παλιό Τζαμί Εξοχής) е бивш мюсюлмански храм в неврокопското село Възмен (Ексохи), Гърция.
Джамията се състои от квадратно главно пространство, с вътрешни размери 8 X 8 m, покрито от нисък полусферичен купол с осмоъгълен отвън сляп барабан. От северната страна на това пространство е прикрепена полуоткрита галерия - трем, в разрушено състояние. Във вътрешността на сградата има декорации и надписи. Останките от декорацията са запазени в горните части на източната и западната главна стена и върху купола.
Джамията датира от ранните години на османското владичество. Обявена е за паметник на културата в 1997 година.